# 艾莉西亞·古特絲
艾莉西亞·古特絲（Alicia Coutts，1987年9月14日—），出生於布利斯本，是澳大利亚游泳運動員。她在2012年夏季奥林匹克运动会上获得女子4×100米混合泳接力金牌。